# Leonor Antón
Leonor Pérez García, conocida como Leonor Antón (Cartagena, 25 de mayo de 1986) es una escritora, novelista, poeta y artista creativa española.
Mediante la combinación de diferentes medios ha realizado al menos dieciocho obras, tanto editadas en papel como en formato multimedia. También caracterizada por llevar sus obras a la musicalidad y el directo, considerada por tanto una artista multidisciplinar contemporánea.

## Biografía
Nace el domingo 25 de mayo de 1986 en Cartagena, siendo la pequeña de cuatro hermanas. Desde temprana edad refleja una clara sensibilidad por las letras, a los nueve años escribe su primera novela corta no editada bajo el título "Las higueras", en la que hablaba sobre el submundo imaginario de una niña ante la sombra de dos higueras existentes en la finca donde creció hasta su adolescencia. A los doce años gana el I Premio Jóvenes Talentos de Relato Corto organizado por Coca-Cola. Ya en su adolescencia acumula extensos diarios y a los 19 años comienza un diario público ilustrado con fotografías y relatos en la web Fotolog, pero no es hasta 2012 cuando publica su primera novela titulada 'Anécdotas de una mujer en obras' con Editorial Círculo Rojo. Por dicho trabajo la invitan a participar en la mesa redonda "Creadoras de palabras" en L'Escorxador de Elche junto a otras cuatro autoras, allí conoce a la poeta Alicia García Nuñez con la que más tarde se iniciará en la performance. Tras su primera obra publicada, participa como jurado en el I Concurso de Microrrelatos LGTBI "Afectividad y sexualidad diversa" organizado por la Asociación Diversidad Alicante en enero de 2013. Mientras, trabaja en su segunda novela de género histórico y psicológico transcurrida en el París de 1969, a la que más tarde titula "¿Te apetece salir?", dicha obra le supone un año de encierro voluntario e introspección. Al poco de concluir la obra, vuelve a trabajar con Editorial Círculo Rojo, y poco antes de ser publicada en España se traslada a Santiago de Chile, durante ese periodo relata sus vivencias en un blog llamado "La mujer más alta de Valdivia" y, al mismo tiempo, confecciona su siguiente trabajo bajo el título "La musa", una obra en la que combina poesía, relatos e ilustración realizada en tres semanas sobre un cuaderno de esbozo tras el encuentro con un chamán en el Cajón del Maipo. 'La musa" contiene visos autobiográficos de sus últimas vivencias, enmascarados bajo un alter ego con el nombre de Sofía, puesto que su obra anterior '¿Te apetece salir?' la obliga en cierta manera a presentar el libro en diferentes ciudades, decide cambiar el formato de dichos bolos retirando la mesa y acercándose al público presente en un formato similar al de un monologuista. Regresa a España y comienza de esta manera a recitar poemas, a viajar con sus libros por el panorama español y tiene el primer contacto con la performance de la mano de la poeta Alicia García Núñez en Barcelona, allí se desarrolla una acción en la que Leonor se desprende de su ropa y es pintada por todo el cuerpo por el artista Luaisoh, a su lado hay una mesa con diferentes utensilios que pueden ser elegidos libremente por el público para interactuar sobre el cuerpo de la artista de la manera que sea, mientras Alicia García recita poemas a la vez que es tatuada. Vivencias de este tipo la empujan a escribir 'La musa', más tarde, en marzo de 2015, Leonor Antón es galardonada con el I Premio Círculo Rojo por dicha obra. Durante ese mismo mes acude también a Segovia junto a otros poetas seleccionados para conmemorar el Día Internacional de la Poesía tras escribir un poema titulado Llanquihue, dicho poema es recogido en una antología poética junto a los trabajos del resto de autores presentes durante el acto formal en Segovia.
En junio del mismo año 2015 también forma parte de la antología poética de Diversidad Literaria, "Poesía erótica", con su poema 'Obscena' y en la antología de relatos "Pluma, tinta y papel" de la misma editorial.
Durante el verano de 2015, lanza su primer audiolibro gratuito en Youtube con el título de 'Cuaderno de verano'.
Durante ese periodo, continúa realizando recitales de poesía, en formato petit comité o mediante la acción poética rozando la teatralidad improvisada.
Entre el 2015 y el 2016 se instala en Madrid, es entonces cuando crea una sección nueva en su página de Youtube dedicada a la videopoesía, comenzando con "Collage poético", inspirada por el autor y mentor José Ignacio Montoto y su obra 'La cuerda rota'. En septiembre de 2016 participa en el Festival de Poesía Cosmopoética de Córdoba como Acción Poética en la Sala Orive y un mes después en el Festival de Videopoesía Videobardo de Argentina con su videopoema 'Pangea'. Durante ese mismo mes, su última novela 'Aquí paren hasta los machos' resulta ganadora en el IV Concurso Gandaya, pero rechaza dicho galardón y decide no volver a publicar con ninguna editorial tras su mala experiencia con la Editorial Lapsus Calami, con la que iba a publicar una antología poética bajo el título 'El final de los vasos'. Firma dicha antología y pacta una segunda titulada "La última virgen jurada" un trabajo poético de investigación, escrito en primera persona, sobre una virgen jurada de Albania o burnesha. Ninguno de los poemarios, debido al incumplimiento de contrato producido por parte de la editorial, llega a salir. Tras dicho suceso comienza a otorgar disponibilidad gratuita a toda su obra completa mediante la descarga desde su web oficial. Colabora como redactora en la revista cultural  Intropia, continúa escribiendo y grabando audiopoemas que comparte en Redes Sociales, se embarca al mismo tiempo en la creación de "Poesía Necesaria", un proyecto en el que combina músicos de distintas disciplinas con poemas recitados en directo, en él trabajan músicos como Iago Fuentefría, Manuel de Moya y Aitor Flamingos, versionando a poetas como Lorca o Celaya.
Al finalizar el año 2017, firma contrato con la editorial Mueve tu lengua para publicar un poemario creado por una sucesión de audios compartidos en Instagram bajo el título de 'Olvido'.
En febrero de 2018 se publica el poemario 'Olvido' y desde el lanzamiento del libro se embarca en la gira "Cordones negros", junto al músico Iago Fuentefría. Durante los meses de preparación de "Cordones negros" y el lanzamiento de "Olvido" continúa escribiendo un poemario bajo el título "Hoy".
Poco después, en abril de 2018, se publicaría "Hoy" con la plataforma Kindle para Amazon. Título al que le seguirían a finales del 2019 el cuaderno de poesía "El idioma de los árboles", una serie de notas poéticas que redacta durante el tiempo que pasó en el Camino de Santiago y también la Edición Limitada de "Amagüestu", un libreto que narra su llegada a Asturias como nuevo lugar de residencia tras haber dejado su residencia en Madrid.
En febrero de 2020 publica una novela corta, "Espíritus", que encabezaría el primer volumen de una trilogía donde escribiría anécdotas de su vida bajo la visión de los espíritus, del arte y el pensamiento.
En abril de 2020 publica junto a Sandra de la Cruz como ilustradora el libro "Manifiesto: antes de morir", para la editorial Olé Libros. Libro ilustrado que escribió durante la mañana del 24 de diciembre de 2018 y que no vería la luz hasta abril de 2020.

## Entrevistas y artículos
1. https://www.culturamas.es/2020/06/28/bienvenidos-al-bosque-de-leonor-anton/
2. https://prismalavista.com/2018/05/15/leonor-anton-artista-multidisciplinar/
3. https://christianbcampos.wordpress.com/2018/04/30/leonor-anton-la-poesia-debe-ser-honesta/
4. http://www.latintadelpoema.com/proverso/2018/04/16/la-ultima-virgen-jurada-leonor-anton-transito-la-identidad-deseo-las-emociones/
5. http://www.laverdad.es/culturas/libros/queria-arte-20180209005408-ntvo.html
6. https://magazinepunch.com/2017/10/17/leonor-antonlo-poesia-fue-es-y-sera-otro-de-tantos-medios-por-los-que-hacer-llegar-la-queja/
7. http://www.elattelier.com/leonor-anton-poesia-y-novela/
8. https://enbvoga.wordpress.com/2015/01/29/la-musa-de-leonor-anton/
9. https://web.archive.org/web/20161222221943/http://coolread.es/leonor-anton-escritora-y-poeta-creo-que-si-no-hubiera-leido-todo-lo-que-he-leido-no-sabria-ni-hablar/
10. https://www.mundifrases.com/frases-de/leonor-anton/
11. http://letrasenvena.com/2015/te-apetece-salir-de-leonor-anton
12. http://letrasenvena.com/2015/la-musa-de-leonor-anton
13. http://letrasenvena.com/2012/anecdotas-de-una-mujer-en-obras-de-leonor-anton